# Nationalsyndikalism
Nationalsyndikalism var en starkt nationalistisk åskådningsströmning hos den italienska arbetarklassen under tidigt 1900-tal, med rötter i Risorgimento-rörelsen.

## Italien
Nationalsyndikalismen gjorde på korporativ grund anspråk på en samhällsomstörtning, enligt vilken fackföreningar och övriga yrkessammanslutningar skulle omstörta staten och göra slut på klassmotsättningar. De nationalistiska idealen framhävdes genom stödet till Italiens deltagande i första världskriget, något socialistpartiet efter inre stridigheter motsatt sig. I motsats till den internationella syndikalismens anammade nationalsyndikalisterna som ideal en icke-parlamentarisk nationalstat på korporativ grund. Rörelsen, som stod nära en rad "krigssocialister" kom att stå som inspiration för den senare fascismen, som kom att anamma nationalsyndikalisternas paroll om ett styrelseskick grundat på korporationer. Liknande inslag förekom även hos fransk arbetarklass.

## Iberiska halvön
På den iberiska halvön kom en katolsk strömning (Nacional-Sindicalismo) att ligga till grund för Ramiro Ledesma Ramos Juntas de Ofensiva Nacional-Sindicalista (JONS), bildat 1931, som snart sammanslogs med José Antonio Primo de Riveras Falange Española till Falangistpartiet (FE de las JONS), vilket efter ytterligare sammanslagningar med de konservativa carlisterna (FET y de las JONS ) kom att bilda politisk bas för Francisco Francos regim. Under de Riveras ledarskap förespråkade rörelsen en kombination av nationalism, elitstyre baserat på Spaniens katolska och imperialistiska traditioner (även om en inre konflikt inledningsvis förelåg mellan sekulära och klerikala grupper) och social reformpolitik, bland annat näringslivets organisering i syndikat snarlika de italienska korporationerna. I Portugal växte sig det av Falangen inspirerade ›'Movimiento Nacional-Sindicalista (MNS) sig starkt under Francisco Rolão Preto, för att förbjudas 1934 av Salazars konservativa regim. MNS fortsatte sin verksamhet under jord men marginaliserades efter ett misslyckat kuppförsök 1935 av Portugals hemliga polis, PVDE.

## Nutid
Numer åberopas termen ideologiskt av iberiska högerextrema rörelser, främst det nuvarande Falangistpartiet Falange Española Independiente, och avser då en fusion av traditionell konservativa värden och fascismens roll som tredje position bortom kapitalism och kommunism, med kombination av socialradikalism och traditionella katolska värderingar och auktoriteter.